# Stan Jones (Radsportler)
Stan Jones (* 10. Juni 1922 in Tipton (West Midlands); † 12. Juli 1995 in Birmingham) war ein britischer Radrennfahrer.

## Sportliche Laufbahn
Jones war im Straßenradsport aktiv. Von 1952 bis 1958 war er zunächst Unabhängiger, dann Berufsfahrer, immer in britischen Radsportteams. 1952 gewann er eine Etappe der Tour of Britain (23. Gesamtrang). 1953 war er im Eintagesrennen Dover–London siegreich. Die Internationale Friedensfahrt bestritt er zweimal. 1950 schied er aus. 1953 und war als 15. im Gesamtklassement der beste britische Fahrer. Die Tour of the Wolds gewann er 1956.
1955 startete Jones mit der britischen Nationalmannschaft in der Tour de France. Er schied auf der 7. Etappe aus.

## Berufliches
Jones betrieb ab 1951 ein Fahrradgeschäft in Shrewsbury. Das Geschäft wurde später von seinem Sohn und seinem Enkel fortgeführt.